# Birabenella
Genre
Birabenella est un genre d'araignées aranéomorphes de la famille des Oonopidae.

## Distribution
Les espèces de ce genre se rencontrent  au Chili, en Argentine et au Pérou.

## Liste des espèces
Selon World Spider Catalog (version 18.5, 08/09/2017) :
- Birabenella argentina (Birabén, 1955)
- Birabenella chincha Piacentini, Grismado & Ramírez, 2017
- Birabenella elqui Grismado, 2010
- Birabenella homonota Grismado, 2010
- Birabenella kamanchaca Piacentini, Grismado & Ramírez, 2017
- Birabenella pizarroi Grismado, 2010
- Birabenella portai Piacentini, Grismado & Ramírez, 2017

## Étymologie
Ce genre est nommé en l'honneur de Max Birabén.

## Publication originale
- Grismado, 2010 : Description of Birabenella, a new genus of goblin spiders from Argentina and Chile (Araneae: Oonopidae). American Museum novitates, no 3693, p. 1-21 (texte intégrale).